# Chanel
Chanel là tên thông dụng của một hãng thời trang Pháp, đóng tại thủ đô Paris được Coco Chanel (1883 - 1971) sáng lập. Theo Forbes, công ty Chanel thuộc sở hữu của Alain Wertheimer và Gerard Wertheimer, cả hai là cháu của đối tác ban đầu (1924) của Chanel Pierre Wertheimer.
Chanel chuyên thiết kế thời trang may sẵn, hàng xa xỉ và phụ kiện dành cho phụ nữ. Hãng hợp tác với Luxottica để sản xuất kính mắt mang thương hiệu Chanel. Chanel nổi tiếng với nước hoa Chanel No. 5 và bộ trang phục "Chanel Suit" đặc trưng. Chanel đã thay đổi thời trang cao cấp bằng cách loại bỏ corset bó sát và thay bằng trang phục thoải mái hơn vẫn giữ được nét đẹp cho phụ nữ.

## Nhận diện thương hiệu
Logo Chanel có hai chữ C lồng vào nhau, một chữ quay trái và một chữ quay phải. Logo này xuất phát từ Château de Crémat ở Nice và chỉ chính thức được Chanel đăng ký khi hãng mở các cửa hàng đầu tiên.
Logo này thường được hiểu là đại diện cho tên "Coco Chanel" và đã trở thành một trong những biểu tượng dễ nhận diện nhất trên thế giới. Logo không chỉ là biểu tượng mà còn thể hiện sự sang trọng, đẳng cấp và uy tín của thương hiệu.
Năm 2022, Chanel đã quyên góp 2 triệu euro cho các tổ chức Care và UNHCR nhằm hỗ trợ Ukraine trong cuộc khủng hoảng do Nga xâm lược Ukraine năm 2022.
Chanel S.A. đang vận hành khoảng 310 cửa hàng trên toàn cầu, bao gồm 94 cửa hàng ở châu Á, 70 ở châu Âu, 10 tại Trung Đông, 128 ở Bắc Mỹ, 1 ở Trung Mỹ, 2 ở Nam Mỹ và 6 ở châu Đại Dương. Những cửa hàng này thường nằm ở các khu vực sang trọng, như trung tâm thương mại lớn Harrods, Selfridges, Bergdorf Goodman, Neiman Marcus, Saks Fifth Avenue, các con phố mua sắm nổi tiếng hoặc sân bay. Năm 2015, Chanel đã chi 152 triệu đô la để mua lại số 400 trên đường Rodeo Drive tại Beverly Hills, đây là mức giá cao nhất từng trả cho một mặt bằng bán lẻ ở Los Angeles. Vào tháng 10 năm 2020, Chanel đã chi 310 triệu bảng Anh để mua lại cửa hàng hàng đầu của mình trên phố Bond Street ở Luân Đôn.

## Hàng giả
Cũng giống nhiều thương hiệu lớn khác, Chanel thường xuyên bị các tổ chức sản xuất hàng giả nhắm đến. Một chiếc túi xách Chanel chính hãng có giá khoảng 4.150 USD, trong khi hàng giả thường chỉ khoảng 200 USD. Từ những năm 1990, Chanel bắt đầu đánh số nhận diện cho tất cả túi xách chính hãng để phân biệt với hàng giả.
Năm 2018, Chanel đã đệ đơn kiện lên tòa án Liên bang khu vực phía Nam New York, cáo buộc công ty The RealReal bán túi xách giả mang nhãn Chanel trên trang web của họ. Chanel cho rằng The RealReal đã làm khách hàng hiểu nhầm về mối quan hệ hợp tác giữa hai bên, mặc dù thực tế không hề có sự liên kết nào.
| Nhà thiết kế   | Mùa                                    | Thành phố  | Địa điểm                         | Ngày trình diễn      | Bộ sưu tập           | Chủ đề                             | Được bán          |
| -------------- | -------------------------------------- | ---------- | -------------------------------- | -------------------- | -------------------- | ---------------------------------- | ----------------- |
| Karl Lagerfeld | Thu–Đông 2010                          | Paris      | Grand Palais                     | 6 tháng 7 năm 2010   | Haute couture        | Hình tượng sư tử                   | Theo đơn đặt hàng |
| Karl Lagerfeld | Xuân–Hè 2011                           | Paris      | Grand Palais                     | 5 tháng 10 năm 2010  | Thời trang may sẵn   | Dàn nhạc                           | Tháng 3 năm 2011  |
| Karl Lagerfeld | Paris–Byzance                          | Paris      | 31 rue Cambon                    | 7 tháng 12 năm 2010  | Thời trang may sẵn   | Cung điện Byzantine                | Tháng 5 năm 2011  |
| Karl Lagerfeld | Xuân–Hè 2011                           | Paris      | Pavillon Cambon–Capucines        | 25 tháng 1 năm 2011  | Haute couture        | Ba lê                              | Theo đơn đặt hàng |
| Karl Lagerfeld | Thu–Đông 2011                          | Paris      | Grand Palais                     | 8 tháng 3 năm 2011   | Thời trang may sẵn   | Khu vườn băng giá                  | Tháng 9 năm 2011  |
| Karl Lagerfeld | Cruise 2011                            | Antibes    | Hôtel du Cap                     | 5 tháng 5 năm 2011   | Bộ sưu tập du thuyền | Ngoài trời                         | Tháng 11 năm 2011 |
| Karl Lagerfeld | Thu–Đông 2011                          | Paris      | Grand Palais                     | 5 tháng 7 năm 2011   | Haute couture        | Quảng trường Vendôme vào ban đêm   | Theo đơn đặt hàng |
| Karl Lagerfeld | Xuân–Hè 2012                           | Paris      | Grand Palais                     | 4 tháng 10 năm 2011  | Thời trang may sẵn   | Dưới đáy biển và Florence          | Tháng 3 năm 2012  |
| Karl Lagerfeld | Paris–Bombay                           | Paris      | Grand Palais                     | 6 tháng 12 năm 2011  | Thời trang may sẵn   | Cung điện Ấn Độ                    | Tháng 5 năm 2012  |
| Karl Lagerfeld | Xuân–Hè 2012                           | Paris      | Grand Palais                     | 24 tháng 1 năm 2012  | Haute couture        | Một chiếc máy bay đang bay         | Theo đơn đặt hàng |
| Karl Lagerfeld | Thu–Đông 2012–2013                     | Paris      | Grand Palais                     | 6 tháng 3 năm 2012   | Thời trang may sẵn   | Thế giới thạch anh                 | Tháng 9 năm 2012  |
| Karl Lagerfeld | Cruise 2013                            | Versailles | Cung điện Versailles             | 13 tháng 5 năm 2012  | Bộ sưu tập du thuyền | Khu vườn Versailles                | Tháng 11 năm 2012 |
| Karl Lagerfeld | Thu–Đông 2012                          | Paris      | Grand Palais                     | 3 tháng 7 năm 2012   | Haute couture        | New Vintage                        | Theo đơn đặt hàng |
| Karl Lagerfeld | Xuân–Hè 2013                           | Paris      | Grand Palais                     | 2 tháng 10 năm 2012  | Thời trang may sẵn   | Năng lượng mới                     | Tháng 3 năm 2013  |
| Karl Lagerfeld | Paris-Edinburgh                        | Linlithgow | Cung điện Linlithgow             | 4 tháng 12 năm 2012  | Thời trang may sẵn   | Lãng mạn thời man rợ               | Tháng 5 năm 2013  |
| Karl Lagerfeld | Xuân–Hè 2013                           | Paris      | Grand Palais                     | 22 tháng 1 năm 2013  | Haute couture        | Khu rừng                           | Theo đơn đặt hàng |
| Karl Lagerfeld | Thu–Đông 2013–2014                     | Paris      | Grand Palais                     | 5 tháng 3 năm 2013   | Thời trang may sẵn   | Vòng quanh thế giới                | Tháng 9 năm 2013  |
| Karl Lagerfeld | Cruise 2014                            | Singapore  | Doanh trại quân đội Dempsey Hill | 9 tháng 5 năm 2013   | Bộ sưu tập du thuyền | Kỳ nghỉ                            | Tháng 11 năm 2013 |
| Karl Lagerfeld | Thu–Đông 2013–2014                     | Paris      | Grand Palais                     | 2 tháng 7 năm 2013   | Haute couture        | Tương lai                          | Theo đơn đặt hàng |
| Karl Lagerfeld | Xuân–Hè 2014                           | Paris      | Grand Palais                     | 1 tháng 10 năm 2013  | Thời trang may sẵn   | Nghệ thuật                         | Tháng 3 năm 2014  |
| Karl Lagerfeld | Métiers d'art Paris-Dallas 2013–2014   | Dallas     | Fair Park                        | 11 tháng 12 năm 2013 | Thời trang may sẵn   | Texas/ Americana                   | Tháng 5 năm 2014  |
| Karl Lagerfeld | Xuân–Hè 2014                           | Paris      | Grand Palais                     | 21 tháng 1 năm 2014  | Haute couture        | Thể thao                           | Theo đơn đặt hàng |
| Karl Lagerfeld | Thu–Đông 2014–2015                     | Paris      | Grand Palais                     | 4 tháng 3 năm 2014   | Thời trang may sẵn   | Trung tâm mua sắm Chanel           | Tháng 9 năm 2014  |
| Karl Lagerfeld | Cruise 2015                            | Dubai      | The World                        | 14 tháng 5 năm 2014  | Bộ sưu tập du thuyền | Ả Rập                              | Tháng 11 năm 2014 |
| Karl Lagerfeld | Thu–Đông 2014–2015                     | Paris      | Grand Palais                     | 8 tháng 7 năm 2014   | Haute couture        | Pied-à-terre                       | Theo đơn đặt hàng |
| Karl Lagerfeld | Xuân–Hè 2015                           | Paris      | Grand Palais                     | 30 tháng 9 năm 2014  | Thời trang may sẵn   | Đại lộ Chanel                      | Tháng 3 năm 2015  |
| Karl Lagerfeld | Xuân–Hè 2015                           | Paris      | Grand Palais                     | 27 tháng 1 năm 2015  | Haute couture        | Hoa giấy                           | Theo đơn đặt hàng |
| Karl Lagerfeld | Thu–Đông 2015–2016                     | Paris      | Grand Palais                     | 10 tháng 3 năm 2015  | Thời trang may sẵn   | Brasserie                          | Tháng 9 năm 2015  |
| Karl Lagerfeld | Cruise 2016                            | Seoul      | Dongdaemun Design Plaza          | 4 tháng 5 năm 2015   | Bộ sưu tập du thuyền | K-pop                              | Tháng 11 năm 2015 |
| Karl Lagerfeld | Thu–Đông 2015–2016                     | Paris      | Grand Palais                     | 7 tháng 7 năm 2015   | Haute couture        | Sòng bạc                           | Theo đơn đặt hàng |
| Karl Lagerfeld | Xuân–Hè 2016                           | Paris      | Grand Palais                     | 6 tháng 10 năm 2015  | Thời trang may sẵn   | Sân bay                            | Tháng 3 năm 2016  |
| Karl Lagerfeld | Xuân–Hè 2016                           | Paris      | Grand Palais                     | 26 tháng 1 năm 2016  | Haute couture        | Vườn Thiền                         | Theo đơn đặt hàng |
| Karl Lagerfeld | Thu–Đông 2016–2017                     | Paris      | Grand Palais                     | 8 tháng 3 năm 2016   | Thời trang may sẵn   | Không gian trưng bày               | Tháng 9 năm 2016  |
| Karl Lagerfeld | Cruise 2017                            | Havana     | Paseo del Prado, Havana          | 4 tháng 5 năm 2016   | Bộ sưu tập du thuyền | Havana cổ kính                     | Tháng 11 năm 2016 |
| Karl Lagerfeld | Thu–Đông 2016–2017                     | Paris      | Grand Palais                     | 5 tháng 7 năm 2016   | Haute couture        | Xưởng thiết kế                     | Theo đơn đặt hàng |
| Karl Lagerfeld | Xuân–Hè 2017                           | Paris      | Grand Palais                     | 4 tháng 10 năm 2016  | Thời trang may sẵn   | Máy chủ                            | Tháng 3 năm 2017  |
| Karl Lagerfeld | Xuân–Hè 2017                           | Paris      | Grand Palais                     | 24 tháng 1 năm 2017  | Haute couture        | Gương                              | Theo đơn đặt hàng |
| Karl Lagerfeld | Thu–Đông 2017–2018                     | Paris      | Grand Palais                     | 7 tháng 3 năm 2017   | Thời trang may sẵn   | Khám phá không gian                | Tháng 9 năm 2017  |
| Karl Lagerfeld | Métiers d'art Paris–Hamburg 2017–2018  | Hamburg    | Elbphilharmonie                  | 6 tháng 12 năm 2017  | Thời trang may sẵn   | Đồng phục thủy thủ                 | Tháng 5 năm 2018  |
| Karl Lagerfeld | Xuân–Hè 2018                           | Paris      | Grand Palais                     | 23 tháng 1 năm 2018  | Haute couture        | Vườn Pháp                          | Theo đơn đặt hàng |
| Karl Lagerfeld | Cruise 2018                            | Paris      | Grand Palais                     | 3 tháng 5 năm 2018   | Bộ sưu tập du thuyền | Du thuyền                          | Theo đơn đặt hàng |
| Karl Lagerfeld | Thu–Đông 2018–2019                     | Paris      | Grand Palais                     | 3 tháng 7 năm 2018   | Haute couture        | Xưởng thiết kế                     | Theo đơn đặt hàng |
| Karl Lagerfeld | Xuân–Hè 2019                           | Paris      | Grand Palais                     | 3 tháng 10 năm 2018  | Thời trang may sẵn   | Chanel bên bờ biển                 | Theo đơn đặt hàng |
| Karl Lagerfeld | Métiers d'art Paris–New York 2018–2019 | New York   | Bảo tàng Nghệ thuật Metropolitan | 6 tháng 12 năm 2019  | Thời trang may sẵn   | Ai Cập cổ đại                      | Tháng 6 năm 2019  |
| Karl Lagerfeld | Xuân–Hè 2019                           | Paris      | Grand Palais                     | 23 tháng 1 năm 2019  | Haute couture        | Gương                              | Theo đơn đặt hàng |
| Karl Lagerfeld | Thu–Đông 2019–2020                     | Paris      | Grand Palais                     | 6 tháng 3 năm 2019   | Thời trang may sẵn   | Chanel trong tuyết / Làng núi Alps | Tháng 9 năm 2019  |
| Virginie Viard | Cruise 2019–2020                       | Paris      | Grand Palais                     | 3 tháng 5 năm 2019   | Bộ sưu tập du thuyền | Nhà ga tàu                         | Tháng 11 năm 2019 |
| Virginie Viard | Thu–Đông 2019–2020                     | Paris      | Grand Palais                     | 2 tháng 7 năm 2019   | Haute couture        | Thư viện của Coco                  | Theo đơn đặt hàng |